# Марченко Всеволод Михайлович
Всеволод Михайлович Марченко (23 жовтня (4 листопада) 1890 , Подільська губернія  — 14 вересня 1937 , Альканьїс, Арагон ) — офіцер, військовий морський льотчик українського походження. Учасник Першої світової війни, громадянської війни в Росії на стороні Білого руху, Громадянської війни в Іспанії на боці націоналістів.

## Життєпис
Народився 23 жовтня 1890 року в Подільській губернії Російської імперії в сім'ї обер-офіцера.
У 1906 році, у віці 16 років, поступив в Морський кадетський корпус. 10 квітня 1911 отримав звання корабельного гардемарина. Практичні плавання проходив в 1-м Балтійському флотському екіпажі на броненосному крейсері «Рюрик». Після закінчення Морського корпусу наказом був підвищений до мічмана з зарахуванням в Чорноморський флотський екіпаж. Служив на есмінці «Капітан Сакен», «Лейтенант Зацаренний», «Капітан-лейтенант Баранов», «Стрімкий», «Суворий».

### Перша світова війна
На початку Першої світової війни Марченко проходив службу на міноносці, але так як ще з часів навчання в Морському корпусі цікавився авіацією, а так само під впливом свого друга і однокашника Миколи Рагозіна надійшов на навчання в Одеську школу вищого пілотажу. Навчання в літній школі проходив з 20 березня по 1 серпня 1915 року. 22 серпня отримав звання лейтенанта, а 4 вересня — морського льотчика. Відразу після отримання звання морського льотчика Марченко взяв активну участь в бойових діях. Виконував польоти на гідролітаках, що базувалися на гідроавіатранспорт «Імператор Микола I» для розвідки і бомбардування позицій супротивника. Результати розвідки Марченка визнали одними з кращих, і начальник авіації Чорноморського флоту старший лейтенант І. І. Стаховський клопотав перед командувачем флоту про нагородження льотчика орденом Святого Володимира 4-го ступеня з мечами і бантом; 15 лютого 1916 року нагорода була затверджена.
Разом з бойовими товаришами Миколою Рагозіним і Михайлом Кригіним, Марченко взяв участь в бомбардування порту Зонгулдак 24 січня 1916 року. Наказом по Морському відомству № 198 Марченко був нагороджений Георгіївською зброєю.
До ордену Святої Анни 3-го ступеня з мечами і бантом Марченко був представлений за участь в охороні транспортів з військами протягом 14-31 березня 1916 року.
З жовтня 1916 і до закінчення війни займав різні командні посади: командував гідроавіазагінаами, що діяли на Румунському фронті; командував 1-м корабельним загоном, 4-м повітряним загоном Чорноморської повітряної дивізії, 8-м повітряним загоном. До кінця війни Марченко очолював 13-й винищувальний авіазагін Чорноморського флоту.

### Громадянська війна в Росії
Після революції і початку Громадянської війни в Росії, а також розвалу армії і флоту, Марченко виїхав в Токіо, а потім до кінця жовтня 1918 року жив в Харбіні.
В цей же період в Китаї був і віце-адмірал Олександр Колчак, який намагався формувати антибільшовицькі збройні сили. 28 жовтня 1918 року Марченко з Владивостока був направлений в розпорядження командира 1-го Сибірського корпусного авіазагону, і вже 3 листопада його призначили на посаду старшого офіцера цього загону. Після того як Колчак став Верховним правителем Росії (переворот 18 листопада 1918 року), Всеволод Марченко продовжив службу в лавах збройних сил підлеглих адміралу. Наказом керівника новосформованого Морського міністерства контр-адмірала Михайла Смирнова від 22 грудня 1918 року був призначений на посаду начальника гідроавіаціонного відділення Морського технічного управління.
Наказом Колчака від 1 січня 1919 року начальник гідроавіаціонного відділення лейтенант Марченко, за бойові заслуги, був підвищений до старшого лейтенанта.
Після невдалої військової кампанії армії Колчака, Марченко емігрував. За даними історика російського флоту А. В. Плотта, Марченко евакуювався з Криму на транспорті-майстерні «Кронштадт», вахтовим начальником якої значився його друг і товариш по службі Рагозін.

### Громадянська війна в Іспанії
Будучи в еміграції, Марченко не захотів розлучатися з льотною спеціальністю.
У 1923 році виїхав до Іспанії і вступив в іспанську авіацію. Короткий час служив в Іноземному легіоні, працював інструктором в льотній школі, приватній школі авіації, льотчиком в цивільній авіації на лініях Мадрид — Париж і Мадрид — Берлін, отримав іспанське підданство. Не знаючи про революцію і повернувшись в Мадрид після чергового рейсу, був заарештований і позбавлений права літати. Влітку 1936 року втік до Франції в Байонну, а звідти до Іспанії до генерала Франко, де вступив до лав військової авіації Національної армії в чині поручика запасу. Вважався винятковим льотчиком, особливо при виконанні нічних авіаційних операцій.
Це він, незважаючи на ППО противника, постачав з повітря монастир Вірхен де ла Кабеса в провінції Хаен, в якому ховалися жандарми з сім'ями. Льотчик доставляв в монастир боєприпаси, продукти і пошту. Завдяки Марченко, в березні 1937 капітан Гайя Гонсалес організував першу нічну ескадрилью бомбардувальників «U-52».
Всеволод Марченко загинув під Сарагосою в ніч з 14 на 15 вересня 1937 року в повітряному бою з винищувачем «І-15», за штурвалом якого, імовірно, сидів радянський льотчик капітан Іван Єременко.
Марченко зістрибнув з парашутом, але був схоплений республіканцями і застрелений. На прохання радянських льотчиків його поховали на кладовищі Альканьіс, але республіканці викинули тіло з гробу і закопали за огорожею. Лише після того, як місто зайняли франкісти, пасинок Марченко Ігор відшукав могилу вітчима і відвіз прах в Севілью, де прах був перепохований з військовими почестями.
Посмертно Марченко Всеволод Михайлович був підвищений до звання капітана, а його вдові Вірі Зеленській була призначена пенсія. Марченко неодноразово був відзначений іспанськими нагородами; за деякими даними він був нагороджений однією з вищих військових нагород Іспанії — орденом Святого Фердинанда.